# Tore Tordsson
Tore Tordsson (nórdico antiguo: Steigar-Þórir Þórðarson, 1031 – 1094), también Steigar-Tore, fue uno de los últimos influyentes caudillos vikingos de Oppland. Era primo de Olaf II el Santo y Harald III. Sus profundas raíces tradicionales y poderoso clan familiar fue siempre una amenaza para el trono en un periodo de luchas internas para consolidar el joven reino de Noruega. Su padre Tord Guttormsson, según Snorri Sturluson, fue el más poderoso de los caudillos al norte de Gudbrandsdal, su madre Ísríður Guðbrandsson (c. 968), era una hija de Gudbrand Kula. El historiador Peter Andreas Munch justifica su poder por los fuertes vínculos con otros clanes de Vestland: Giskeätten de Sunnmøre, Solaætta de Jæren, Støleætta de Etne (Sunnhordland) y Aurlandsætta de Sogn.
Cuando Harald III llegó a Noruega en 1046 para reclamar su derecho al trono, fue Tore (que entonces tenía 15 años) quien le dio el apodo real Hardrada. Parece ser que a la muerte de Magnus I el Bueno, Tore tuvo una oportunidad de acceder al trono, pero las sagas nórdicas sugieren que Harald no confiaba mucho en él y lo mantuvo al margen de la conquista de Inglaterra en 1066. A la muerte de Harald Hardrada se confirma esa falta de confianza, cuando inmediatamente los hijos de Harald, Magnus II y Olaf III Kyrre comparten el trono. Para entonces el objetivo de Tore era consolidar su poder regional creando lazos con las más poderosas familias del oeste.
Tras el ascenso al trono de Magnus III de Noruega, Tore apoyo a su hijo adoptivo Haakon Magnusson Toresfostre en 1093 como pretendiente a la corona. Para entonces Tore ya era un hombre de más de sesenta años, pero mantenía el poder en Oppland y suficiente influencia como para demoler los cimientos reales. Haakon murió repentinamente y Tore, con ayuda de las fuerzas de Trøndelag, Egil Askjellsson de Sogn y el danés Svein Haraldsson, nuevo pretendiente a la corona, devastó la costa norte de Noruega hasta que fue apresado por Magnus III, lo ajustició y lo condenó a la horca: la sentencia se hizo inmediata y fue colgado de un árbol.